# Piona neumani
Piona neumani är en kvalsterart som först beskrevs av Koenike.  Piona neumani ingår i släktet Piona och familjen Pionidae. Arten är reproducerande i Sverige. Inga underarter finns listade i Catalogue of Life.